# Discherodontus
Discherodontus és un gènere de peixos de la família dels ciprínids i de l'ordre dels cipriniformes.

## Taxonomia
- Discherodontus ashmeadi (Fowler, 1937)
- Discherodontus halei (Duncker, 1904)
- Discherodontus parvus (Wu & Lin, 1977)
- Discherodontus schroederi (Smith, 1945)[3][4][5][6][7][8][9]